# Грилі (марсіанський кратер)
Грилі (англ. Greely) — четвертий за розміром і найбільший у південній півкулі Марса метеоритний кратер, що у квадранглі Noachis. Західний край кратера розташований у квадранглі Argyre. Діаметр ≈ 460 км. Назву затверджено 11 квітня 2015 року МАСом на честь американського геологіста Рональда Грилі.  